# Ferme de Châteaupers

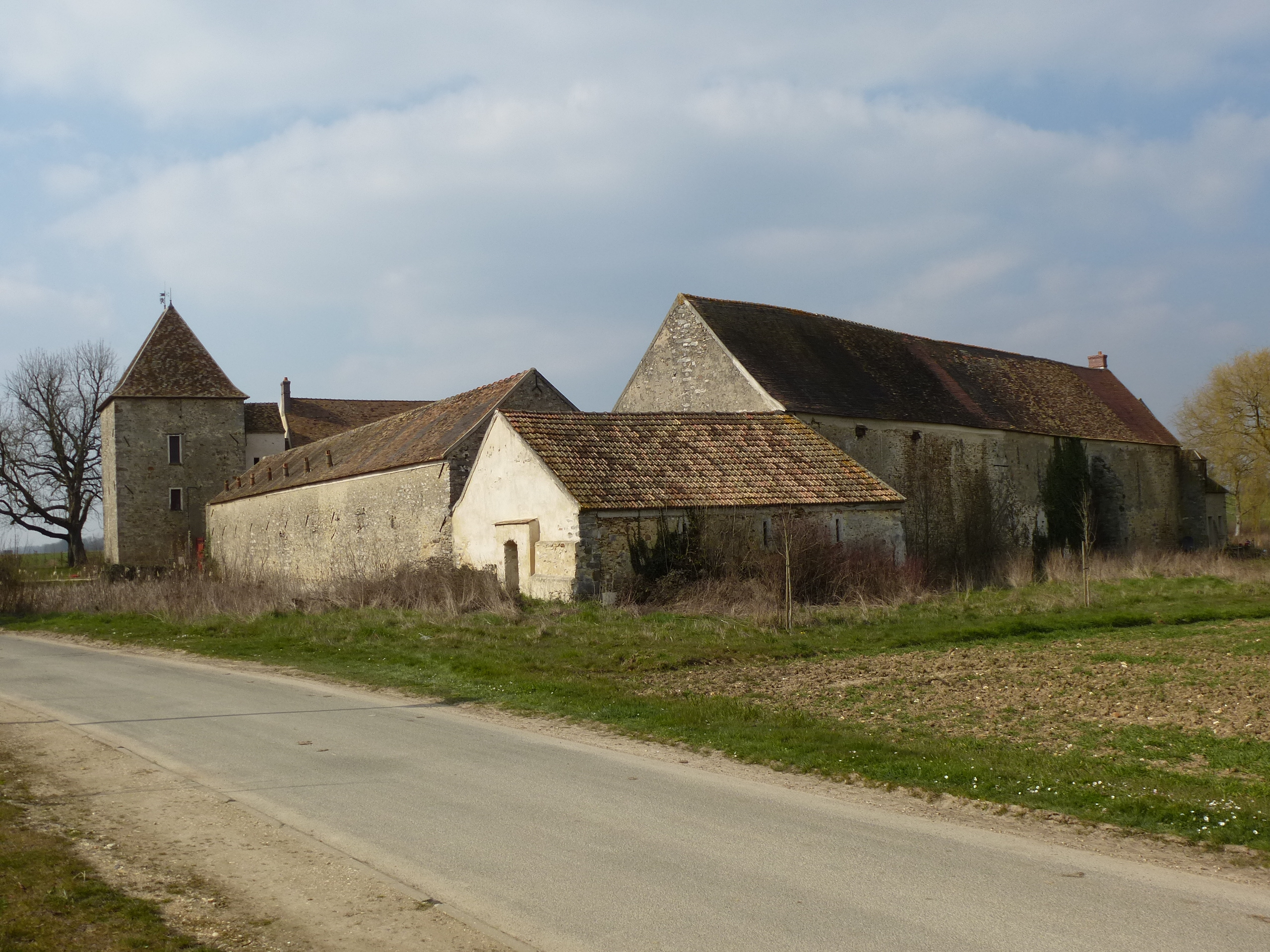
Ferme de Châteaupers in Roinville

Die Ferme de Châteaupers (französisch ferme für Bauernhof), in Roinville, einer französischen Gemeinde im Département Essonne in der Region Île-de-France, wurde im 14. Jahrhundert erbaut. Der Bauernhof ist seit 1977 als Monument historique auf der Liste der Baudenkmäler in Frankreich.
Die Hofanlage, die in der Literatur auch als Ferme de Chateaupers geschrieben wird, wurde erstmals in einem Vertrag vom 18. März 1385 als Herrensitz genannt. Er diente als befestigte Anlage auch den benachbarten Familien im Gefahrenfall als Zufluchtsort.